# Battaglione genio "Codru"
Il Battaglione genio "Codru" (in romeno Batalionul de geniu „Codru”) è un'unità del genio dell'esercito delle forze terrestri della Moldavia di stanza a Negrești.

## Storia
L'unità è stata costituita il 16 ottobre 1992 e il suo compito principale consiste nel identificare e neutralizzare ordigni esplosivi sul territorio nazionale moldavo. 
Nel maggio 2016 il battaglione, insieme alla 1ª, 2ª e 3ª Brigata motorizzata e al 22º Battaglione di pace, hanno preso parte all'esercitazione militare "Dragoon Pioneer" con oltre 150 soldati del 2º Reggimento cavalleria dell'USAREUR.
Nel 2020 il battaglione ha individuato 1800 ordigni inesplosi dalla Seconda guerra mondiale.

## Comandanti
- Tenente colonnello Adrian Efros (2012 - 2016)[4]
- Colonnello Gheorghe Racu (2016 - in carica)[5][6]